# Cazabombardero

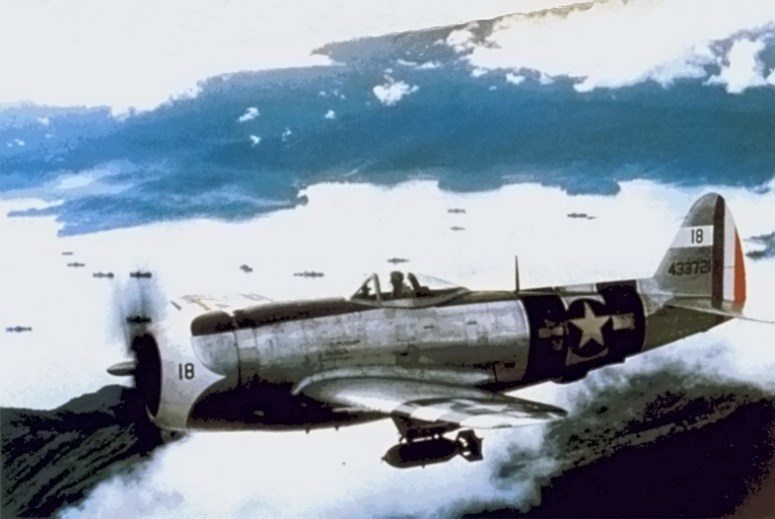
Un cazabombardero Republic P-47 Thunderbolt mexicano sobre las Filipinas, en 1945.

Un cazabombardero es un avión de caza capaz de atacar objetivos en la superficie terrestre, buques incluidos, por lo que está preparado para utilizar, además de armamento aire-aire, armamento aire-superficie. Se diferencia de un avión de ataque a tierra en que el cazabombardero mantiene todas las capacidades de un caza. Un cazabombardero se distingue de un caza polivalente en que el caza polivalente puede realizar las misiones de combate aéreo y ataque a tierra por igual, mientras que el cazabombardero hace un énfasis en el ataque terrestre con menor rol para combate aéreo.

## Historia

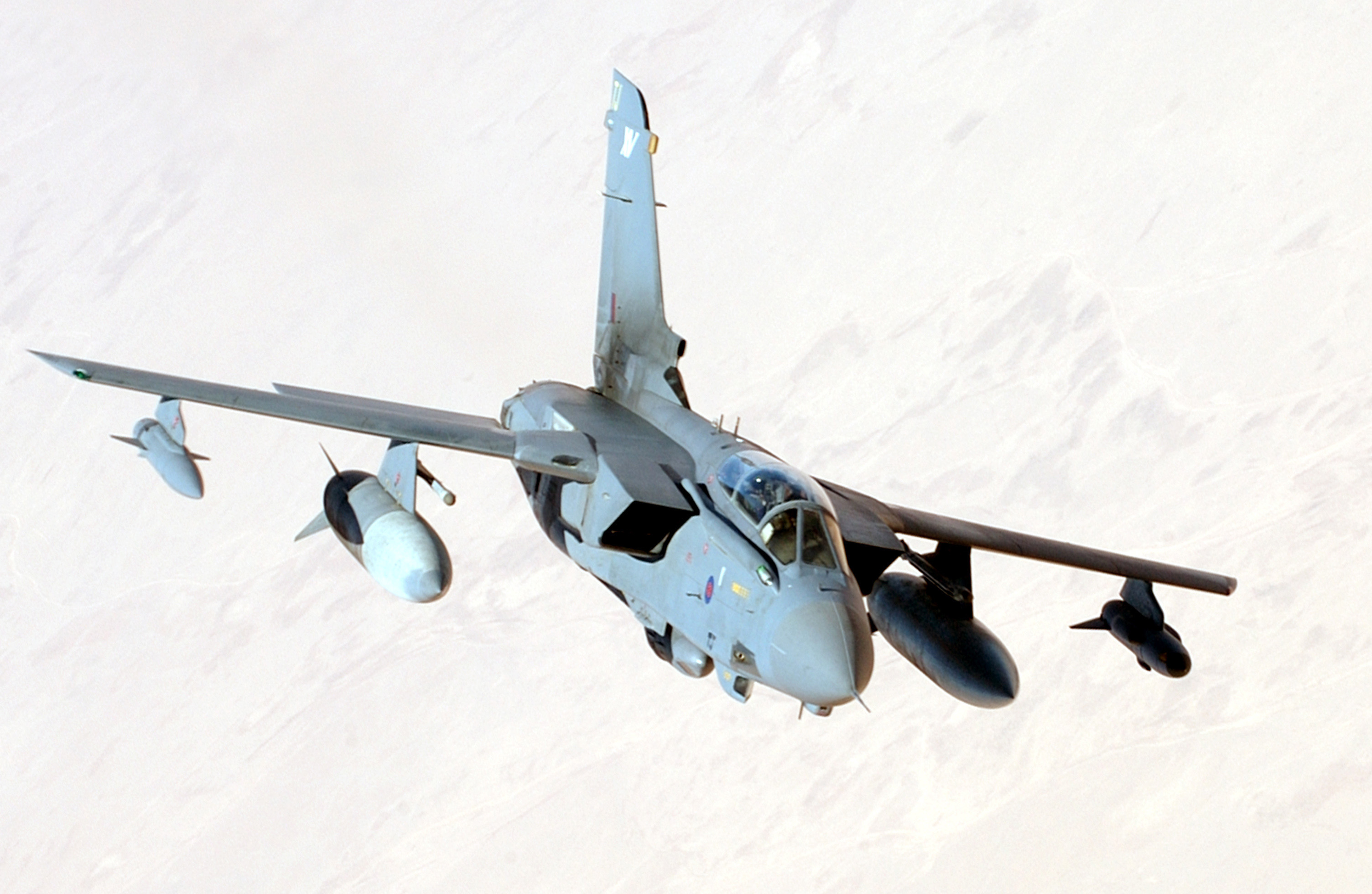
Un cazabombardero Panavia Tornado GR.4 de la Real Fuerza Aérea británica en la Operación Libertad Iraquí.

Anteriormente, en la Segunda Guerra Mundial y en la guerra de Vietnam, un ataque aéreo programado sobre un objetivo terrestre se realizaba normalmente mediante grandes bombarderos pesados, con una bodega interna de armas, que volaban escoltados por otros aviones más pequeños de caza para el combate aire-aire contra otros aviones de caza enemigos.
En cambio, con el paso de los años y las diferentes necesidades de defensa y ataque del combate moderno, ahora los nuevos aviones de caza han recibido varias mejoras para poder realizar las dos misiones, y atacar los objetivos enemigos como bombarderos, con armas, bombas de caída libre, bombas guiadas y misiles, transportadas en pilones de carga bajo sus alas, mientras continúan siendo maniobrables y con capacidad para defenderse por sí solos en combates aéreos contra otros aviones caza. En la Segunda Guerra Mundial ya había cazabombarderos, cazas de superioridad aérea con armas pesadas para apoyar a los bombarderos tácticos a los que usualmente escoltaban, véase el caso del mítico P-47 Thunderbolt estadounidense.
Los primeros aviones cazabombarderos eran aviones de caza de superioridad aérea, especialmente diseñados para el combate aire-aire contra otros aviones de caza enemigos, a los que se les montaban soportes de carga especiales para bombas, cohetes no guiados o misiles, equipo electrónico para lanzar bombas y detectar los blancos enemigos. Una vez desprendida su carga de armas, quedaban como aviones de caza tradicionales, capaces de acometer las mismas misiones que aquellos, armados con un cañón y al menos dos misiles para el combate aire-aire, contra otros aviones caza.
Los cazabombarderos se convirtieron en la espina dorsal de las fuerzas aéreas en todos los países del mundo. Su doble capacidad de abatir objetivos aéreos y transportar pesadas cargas bélicas, para atacar blancos asignados en tierra y barcos enemigos, hace que un solo avión «valga por dos», reemplazando al avión diseñado como un bombardero puro, para misiones de ataque en territorio enemigo. 
Aun así, el caza puro de superioridad aérea, para el combate aire-aire contra aviones de caza, todavía no ha sido sustituido del todo, debido a que, por lo general, la necesidad de resistir pesadas cargas de armas para ataque al suelo hace a los aviones cazabombarderos más pesados y menos ágiles que el avión de caza puro, limita su vida operativa y aumenta el coste de hora de vuelo, incluso fatiga la estructura de las alas y no tiene unas buenas prestaciones de vuelo a media y baja altitud, necesario para realizar las misiones de ataque. De todas maneras, actualmente no existen en producción cazas sin capacidad de ataque a superficie, para ofrecerlo a la venta a otros países. 
En la actualidad, el caza polivalente es de diseño multipropósito, con armamento, ordenadores y radares para ataque a tierra, especialmente diseñado desde su inicio para poder realizar con éxito varias misiones de combate, con la ayuda de equipo electrónico, ordenadores de vuelo y alas de diseño mejorado, para obtener mejores prestaciones de vuelo a media y baja altitud, donde el aire es más denso, húmedo y pesado. Tienen nuevos sensores electrónicos montados en pequeñas contenedores aerodinámicos (pod de información) con forma de un misil, y están relegando al avión cazabombardero.
El ejemplo más claro de la devastación posible por cazabombarderos fue durante el bombardeo inicial de la guerra de los Seis Días de la Fuerza Aérea Israelí a bases aéreas de Egipto, en el que solo participaron aviones cazas Mirage 5 e IAI Nesher, pero armados con bombas de caída libre, destruyendo en gran medida la capacidad de combate de los países árabes.

## Ejemplos de cazabombarderos

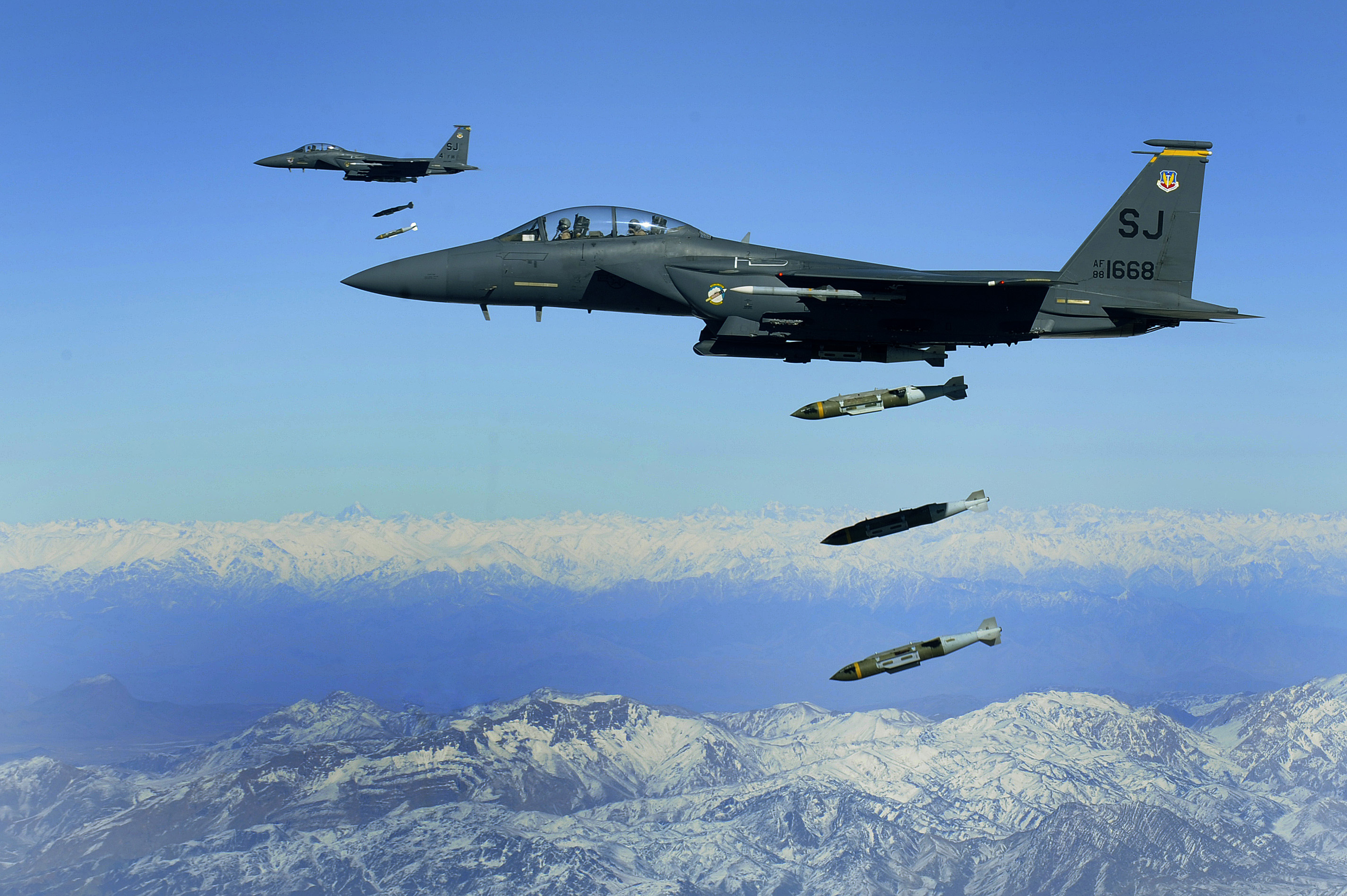
Un cazabombardero F-15E Strike Eagle de la Fuerza Aérea de los Estados Unidos en la guerra de Afganistán.

### Actuales
- McDonnell Douglas F-15E Strike Eagle[4]
- General Dynamics F-111 Aardvark
- Panavia Tornado IDS
- Dassault-Breguet Super Étendard
- Sukhoi Su-17
- Sukhoi Su-34[5]
- Xian JH-7
- IAI Kfir

### Antiguos
- Republic P-47 Thunderbolt
- Chance Vought F4U Corsair
- Republic F-84 Thunderjet
- McDonnell Douglas F-4 Phantom II
- Yakovlev Yak-25
- Yakovlev Yak-28
- Gloster Meteor
- Focke-Wulf Fw 190